# Baccharis conferta
La  escoba (Baccharis conferta), es un arbusto originario de México que pertenece a la familia de las asteráceas.

## Descripción y ecología
Es un arbusto muy ramificado de hasta 2 metros de altura. Sus pequeñas hojas romboidales casi siempre son dentadas. Sus flores compactas son de color blanco a amarillo.
Es nativa del Eje Neovolcánico, donde abunda entre los 1900 y 3600 m s. n. m. en áreas deforestadas, en claros y orillas de caminos.
Tiene numerosos nombres comunes como: azoyate, escobilla, escoba ancha, escoba cabezona, escoba del monte y hierba del carbonero.

## Usos
Se emplea como planta medicinal en distintos lugares de México, pero no hay estudios científicos que confirmen que posee las propiedades que se le atribuyen. Se utiliza en infusión para aliviar el dolor de muelas, para trastornos digestivos y para baños después del parto. También sus ramas secas se utilizan como escoba.

## Taxonomía

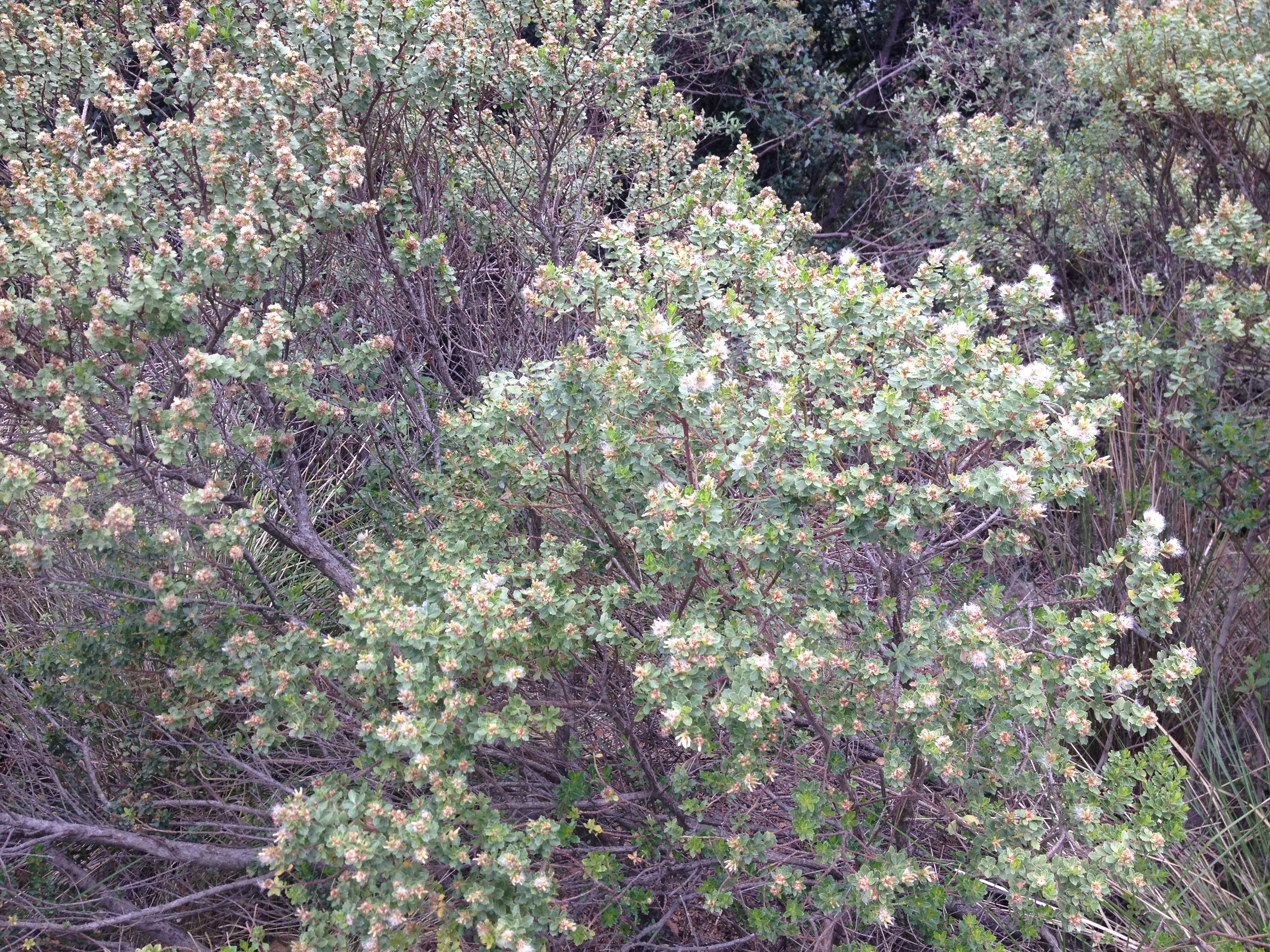
Escoba en flor en el cerro El Tintero

Baccharis conferta fue descrita por Carl Sigismund Kunth y publicado en Nova Genera et Species Plantarum (folio ed.) 4: 43. 1820[1818].
Etimología
Baccharis: nombre genérico que proviene del griego Bakkaris dado en honor de Baco, dios del vino, para una planta con una raíz fragante y reciclado por Linnaeus.
conferta: epíteto latino que significa "espeso, denso".
Sinonimia
- Baccharis orizabaensis Sch.Bip. ex Hempel
- Baccharis orizabaensis Sch.Bip. ex Klatt
- Baccharis resinosa Kunth
- Baccharis xalapensis Kunth
- Brephocton cuneatum Raf.[9]